# Wanderlust (R.E.M.)
Wanderlust è un brano della band alternative rock R.E.M. La canzone è il quarto singolo estratto da Around the Sun, tredicesimo album in studio del gruppo statunitense, pubblicato nel 2004.

## Tracce
- 7" (W676)
  1. "Wanderlust"
  2. "The Outsiders" (feat. Q-Tip)

- CD 1 (W676CD1)
  1. "Wanderlust"
  2. "Low" (Alternate Version) (Berry, Buck, Mills, Stipe)

- CD 2 (W676CD2)
  1. "Wanderlust"
  2. "The Outsiders" (Alternate Version)
  3. "Bad Day" (live video)1

## Classifiche
| Classifica (2005) | Posizione massima |
| ----------------- | ----------------- |
| Regno Unito       | 27                |